# روس مونتجومري
روس مونتجومري (بالإنجليزية: Ross Montgomery)‏ هو مهندس معماري أمريكي، ولد في 26 سبتمبر 1888، وتوفي في 14 فبراير 1969.